# Albany (Kalifornie)
Albany (dříve Ocean View) je město v okrese Alameda County ve státě Kalifornie. K roku 2010 zde žilo 18 539 obyvatel. Pochází odsud například sochař a hudební skladatel Walter De Maria.